# Funk psychédélique
Genres dérivés
Funk rock, G-funk
Genres associés
Jazz fusion
Le funk psychédélique (également appelée P-funk ou funkadelia, et parfois confondu avec la soul psychédélique) est un genre musical mêlant le funk à des éléments de rock psychédélique. Il émerge à la fin des années 1960 et au début des années 1970 avec des groupes américains tels que Sly and the Family Stone, Jimi Hendrix et le collectif Parliament-Funkadelic,. Il a influencé des styles ultérieurs, notamment le jazz fusion des années 1970 et un sous-genre du rap West Coast des années 1990, appelé G-funk.

## Histoire

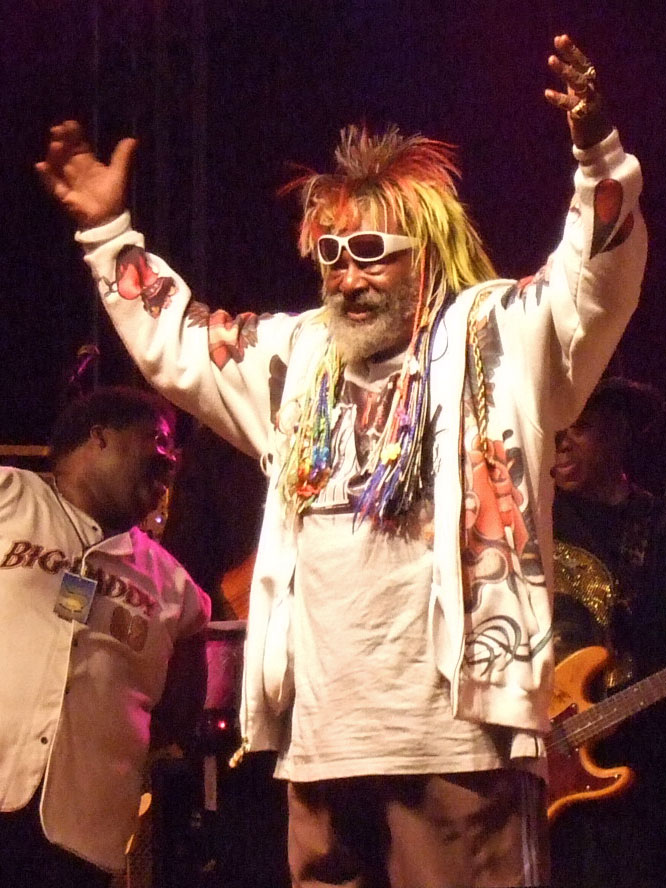
George Clinton jouant avec Parliament-Funkadelic en 2007.

### Origines
Inspiré par Jimi Hendrix et la culture psychédélique, le groupe de funk Sly and the Family Stone emprunte des techniques musicales au rock psychédélique, notamment la pédale wah-wah, l'effet fuzz, l'écho et la distorsion vocale, sur des albums tels que Dance to the Music (1968) et Stand (1969). Ce son psychédélique se reflète également dans la production de la fin des années 1960 de l'emblématique label de Détroit Motown. Le producteur Norman Whitfield s'inspirera de ce son pour des morceaux populaires de la Motown tels que Cloud Nine des Temptations et I Heard It Through the Grapevine de Marvin Gaye, tous deux sortis en octobre 1968. Le single Crosstown Traffic d'Hendrix, sorti en novembre 1968, est décrit comme un exemple de funk psychédélique.

### Développement
En 1970, Jimi Hendrix sort l'album en trio Band of Gypsys, décrit comme le « point zéro » (ground zero) du funk psychédélique. Le collectif Parliament-Funkadelic développe cette sensibilité, employant des guitares et des synthétiseurs orientés vers l'acid rock dans des jams libres de funk,. L'album Maggot Brain de Funkadelic, sorti en 1971, est qualifié de monument du genre par Pitchfork. Sous la houlette de George Clinton, le P-Funk délaisse la forme de la chanson au profit du groove et de la texture, en mettant l'accent sur les éléments abjects du psychédélisme ainsi que sur les thèmes liés à l'espace. Les Isley Brothers et Bobby Womack seront influencés par Funkadelic et s'inspireront de ce son. Womack a également contribué à l'album phare de Sly and the Family StoneThere's a Riot Goin' On en 1971, décrit comme un « chef-d'œuvre de funk sombrement psychédélique » par AllMusic.
Au début des années 1970, les principaux éléments du funk psychédélique sont adoptés comme signifiants de la « noirceur urbaine » et incorporés dans des films de blaxploitation. L'album instrumental Sho Is Funky Down Here de James Brown, réalisé par le chef d'orchestre David Matthews en 1971, explore le funk psychédélique fuzzy. Le musicien de jazz Miles Davis, nouvellement influencé par Sly Stone et Brown, explore le genre sur son album On the Corner de 1972. Le groupe War enregistre dans un style funk-rock psychédélique et des paroles protestant contre le racisme et la brutalité policière. L'album Inspiration Information de Shuggie Otis, paru en 1974, explore le funk psychédélique et, bien qu'il ait reçu peu d'attention lors de sa sortie, il est acclamé plus tard lorsqu'il a été réédité par le label Luaka Bop.
À la fin des années 1970, le groupe de new wave Talking Heads explore le funk psychédélique, influencé par George Clinton et P-Funk, dans une trilogie d'albums acclamés,. Prince s'inspire de ce style, enregistrant dans une « veine richement mélodique de funk psychédélique » sur son album Around the World in a Day, sorti en 1985. L'auteur Michaelangelo Matos décrit le morceau The Ballad of Dorothy Parker (1987) de Prince comme du funk psychédélique, « pas dans le sens de Funkadelic ou du Band of Gypsys d'Hendrix, mais dans le sens où ses rythmes et ses textures atteignent un sens de lave en fusion sans renoncer au groove. »

### Artistes internationaux
Le groupe ouest-allemand Can joue du funk psychédélique dans le cadre de la scène krautrock des années 1970. Des groupes ouest-africains tels que Blo et Orchestre Poly-Rythmo de Cotonou ont joué des formes de funk psychédélique au milieu des années 1970, tous deux s'inspirant de l'afrobeat du musicien nigérian Fela Kuti,. La scène rock anatolienne de Turquie joue du funk psychédélique avec des artistes tels que Barış Manço. Le groupe britannique Happy Mondays joue une forme de funk psychédélique « rigide » sur son album Bummed sorti en 1988.
Des exemples de funk psychédélique provenant de scènes musicales du monde ont été rassemblés sur des compilations publiées sur le label World Psychedelic Funk Classics, notamment la compilation Psych-Funk 101 : 1968-1975 en 2009. Une collection d'enregistrements de funk psychédélique des années 1970 en provenance du Ghana et du Togo est publiée en 2010 sous le titre Afro-Beat Airways : West African Shock Waves par le label Analog Africa. La musique de la scène funk psychédélique nigériane des années 1970 est documentée plus tard sur la compilation Wake Up You! The Rise and Fall of Nigerian Rock 1972-1977, sortie en 2016.

## Influence et derniers développements
Au début des années 1970, des artistes de jazz tels que Miles Davis et Herbie Hancock, influencés par Sly Stone, mêlent des éléments de funk psychédélique avec de l'urban jazz pour devenir les pionniers du jazz fusion,. Dans les années 1990, le style populaire de funk psychédélique connu sous le nom de G-funk a émergé de la scène rap West Coast, représentée par Dr. Dre, Snoop Dogg et Warren G. De nombreux enregistrements de G-funk ont samplé des morceaux de groupes de funk psychédélique antérieurs, en particulier Parliament-Funkadelic,.
Le duo de hip-hop OutKast des années 1990 est également influencé par des musiciens psychédéliques noirs tels que Sly Stone et Clinton,. Leur album Stankonia de 2000 est décrit comme « une sorte de funk techno-psychédélique trippant » composé de « percussions programmées, de synthétiseurs d'un autre monde et d'effets sonores surréalistes. » Le groupe d'indie pop expérimental of Montreal a développé un son funk psychédélique, en particulier sur leur album Skeletal Lamping sorti en 2008. L'album Awaken, My Love! de Childish Gambino de 2016 emprunte le son funk psychédélique de Clinton et Bootsy Collins, Vice le décrivant négativement comme un « pur cosplay de Funkadelic. »